# Crofton (West Yorkshire)
Crofton is een dorp (village) en civil parish in het bestuurlijke gebied City of Wakefield, in het Engelse graafschap West Yorkshire. De civil parish telt 5.978 inwoners.
De plaats kan worden gekarakteriseerd als een forenzenplaats.
Er zijn twee kerken, de Katholieke St Josephskerk en de Anglicaanse All Saints’ Church.